# Onciale 0130
- Papyrus
- Onciale
- Minuscules
- Lectionnaire

Le Codex 0130, portant le numéro de référence 0130 (Gregory-Aland), ε 80 (Soden), est un manuscrit du Nouveau Testament sur parchemin écrit en écriture grecque onciale.

## Description
Le codex se compose de 7 folios. Il est écrit en deux colonnes, de 22 lignes par colonne. Les dimensions du manuscrit sont 29,5 x 21,3 cm. Les experts datent ce manuscrit du IXe siècle,. Il contenant esprits et accents.
C'est un manuscrit contenant le texte incomplet de l'Évangile selon Marc (1,31-2,16) et Évangile selon Luc (1,20-31.64-79; 2,24-48). C'est un palimpseste, le texte supérieur est la Vulgate. 
Le texte du codex représenté type mixte. Kurt Aland le classe en Catégorie III. 
Le manuscrit a été examiné par Constantin Tischendorf et Alban Dodd.
Lieu de conservation
Il est actuellement conservé à la bibliothèque de Abbaye de Saint-Gall (18, fol. 143-146; 45, fol. 1-2), à Saint-Gall,.